# Ulmeni
Ulmeni (węg. Sülelmed) – miasto w Rumunii, w okręgu Marmarosz. Liczy 7153 mieszkańców (2002).